# Lasza Bekauri
Lasza Bekauri (ur. 26 lipca 2000) – gruziński judoka, mistrz olimpijski z Tokio i Paryża.

## Życiorys
W 2021 roku w barwach Gruzji wziął udział w Letnich Igrzyskach Olimpijskich 2020 w Tokio, gdzie w rywalizacji mężczyzn do 90 kg zdobył złoty medal, w finale pokonując Eduarda Trippela z Niemiec.
W 2024 roku ponownie wziął udział w Letnich Igrzyskach Olimpijskich, gdzie w rywalizacji mężczyzn do 90 kg po raz kolejny zdobył złoty medal, w finale pokonując tym razem Sanshiro Murao z Japonii.
Trzykrotnie stawał na podium mistrzostw świata.